# Shannon Briggs
Shannon Briggs, född 4 december 1971, är en tungviktsboxare från USA.

## Fotnoter
1. ↑  Internet Movie Database, läst: 21 juni 2019.[källa från Wikidata]
2. ↑  BoxRec, BoxRec boxar-ID: 4629, läst: 22 april 2022.[källa från Wikidata]